# Borrowed Heaven
Borrowed Heaven er det fjerde studiealbum af det irske keltiske folkrockband The Corrs. Det blev udgivet af Atlantic Records d. 31. maj 2004. Albummet blev produceret af Olle Romo. Sharon Corr formåede at skrive og spille og yde et væsentligt bidrag til sange som "Hideaway," "Long Night" og "Goodbye". The Corrs lavede et mere kantet guitarorienteret og folkemusik-agtigt album end deres tidligere album In Blue (2000), hovedsageligt som følge af at Jim Corr spiller størstedelen af guitaren og keyboardet på albummet. Anmeldelserne på albummet varierede en del. Fans af bandet er generelt enige om, at albummet repræsenterer bandets tilbagevenden til den keltiske folkrock, som de oprindeligt spillede, i forhold til det mere poppede In Blue fra 2002.
Bandet udgav tre singler fra dette album: "Summer Sunshine," "Angel" og "Long Night." Et remix af "Goodbye" blev udgivet som single kun til digitalt download i 2006. Andre nævneværdige sange inkluderer titelnummeret "Borrowed Heaven", hvor Ladysmith Black Mambazo medvirker og "Time Enough For Tears" som blev skrevet af U2's Bono.

## Kommerciel succes
Albummet blev en stor succes i deres hjemland Irland, hvor det toppede som #1 med alle tre singler på Irish Singles Chart. Albummet var også succesfuldt i Vesteuropa, hvor det kom på hitlisterne i næsten alle lande. Succesen i Østeuropa varierede fra #1 til slet ikke at komme på hitlisterne.
The Corrs tog på en turneen Borrowed Heaven Tour i juli 2004 til både Europa og USA Dette blev The Corrs' sidste turne inden det valgte at holde pause i 2006 for at stifte familie og begynde solokarrierer.

## Spor
Alle sange skrevet og komponeret af The Corrs, except "Time Enough For Tears" af Bono, Gavin Friday og Maurice Seezer. 
| Nr. | Titel | Længde |
| --- | --- | ------ |
| 1.  | "Summer Sunshine"                                                                                        | 2:53   |
| 2.  | Untitled                                                                                                 | 3:26   |
| 3.  | "Hideaway"                                                                                               | 3:17   |
| 4.  | "Long Night"                                                                                             | 3:47   |
| 5.  | "Goodbye"                                                                                                | 4:11   |
| 6.  | "Time Enough For Tears" (fra filmen In America, nomineret til Golden Globe Award for Best Original Song) | 5:03   |
| 7.  | "Humdrum"                                                                                                | 3:43   |
| 8.  | "Even If"                                                                                                | 3:03   |
| 9.  | "Borrowed Heaven"                                                                                        | 4:21   |
| 10. | "Confidence For Quiet"                                                                                   | 3:11   |
| 11. | "Baby Be Brave"                                                                                          | 3:58   |
| 12. | "Silver Strand"                                                                                          | 4:26   |
| 13. | "Miracle" (Australsk bonustrack)                                                                         | 4:00   |

## Personel

### The Corrs
- Andrea Corr – Forsanger, tinwhistle
- Caroline Corr – Trommer, bodhrán, klaver, vokal
- Jim Corr – guitar, keyboard, klaver, vokal
- Sharon Corr – violin, vokal

### Yderligere musikere
- Jason Duffy – trommer
- Keith Duffy – bas
- Anthony Drennan – guitar
- Kieran Kiely – keyboard, accordion
- John O'Brien – programmering

## Hitlister og certificeringer

### Hitlister
| Hitliste (2004)                 | Højeste placering |
| ------------------------------- | ----------------- |
| Australian Albums Chart         | 4                 |
| Austrian Albums Chart           | 5                 |
| Belgian Albums Chart (Flanders) | 6                 |
| Belgian Albums Chart (Wallonia) | 6                 |
| Hitlisten                       | 21                |
| Dutch Albums Chart              | 4                 |
| Finnish Albums Chart            | 21                |
| French Albums Chart             | 5                 |
| German Albums Chart             | 2                 |
| Hungarian Albums Chart          | 17                |
| Irish Albums Chart              | 1                 |
| Italian Albums Chart            | 20                |
| Japanese Albums Chart           | 13                |
| New Zealand Albums Chart        | 8                 |
| Norwegian Albums Chart          | 12                |
| Portuguese Albums Chart         | 13                |
| Spanish Albums Chart            | 2                 |
| Swedish Albums Chart            | 12                |
| Swiss Albums Chart              | 3                 |
| UK Albums Chart                 | 2                 |
| US Billboard 200                | 51                |

| Land           | Certificering |
| -------------- | ------------- |
| Australien     | Platin        |
| Frankrig       | Guld          |
| Tyskland       | Guld          |
| Irland         | Platin        |
| New Zealand    | Guld          |
| Spanien        | Guld          |
| Schweiz        | Guld          |
| Storbritannien | Guld          |